# ArenaBowl
Der ArenaBowl ist das Endspiel der Arena Football League (AFL) im Arena Football.

## Geschichte

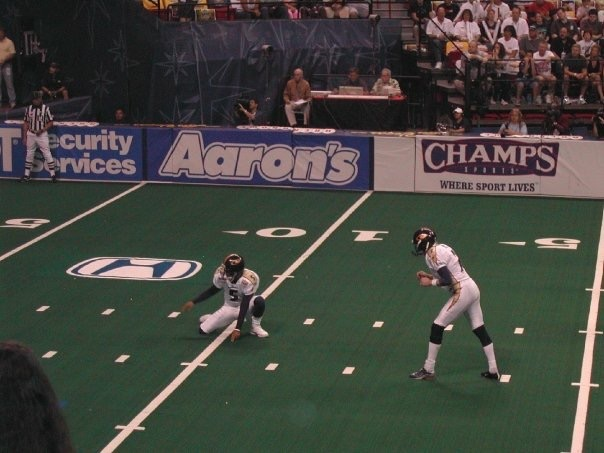
Szene aus Arena Bowl XIX

Der erste ArenaBowl wurde 1987 ausgetragen. Damals gewannen die Denver Dynamite gegen die Pittsburgh Gladiators mit 45:16 und waren vor 13.232 Zuschauer der erste Gewinner der Ligageschichte.
Die Rekordtitelträger sind die Arizona Rattlers und die Tampa Bay Storm, die jeweils fünf Meisterschaften gewinnen konnten.

## Übersicht der Endspiele
| Spiel                 | Datum         | Gewinner             | Gewinner | Verlierer             | Verlierer | Spielort                          | Zuschauer |
| --------------------- | ------------- | -------------------- | -------- | --------------------- | --------- | --------------------------------- | --------- |
| ArenaBowl I           | 1. Aug. 1987  | Denver Dynamite      | 45       | Pittsburgh Gladiators | 16        | Pittsburgh Civic Arena            | 13.232    |
| ArenaBowl II          | 30. Juli 1988 | Detroit Drive        | 24       | Chicago Bruisers      | 13        | Rosemont Horizon                  | 15.018    |
| ArenaBowl III         | 18. Aug. 1989 | Detroit Drive        | 39       | Pittsburgh Gladiators | 26        | Joe Louis Arena                   | 12.046    |
| ArenaBowl IV          | 11. Aug. 1990 | Detroit Drive        | 51       | Dallas Texans         | 27        | Joe Louis Arena                   | 19.875    |
| ArenaBowl V           | 17. Aug. 1991 | Tampa Bay Storm      | 48       | Detroit Drive         | 42        | Joe Louis Arena                   | 20.357    |
| ArenaBowl VI          | 22. Aug. 1992 | Detroit Drive        | 56       | Orlando Predators     | 38        | Orlando Arena                     | 13.680    |
| ArenaBowl VII         | 21. Aug. 1993 | Tampa Bay Storm      | 51       | Detroit Drive         | 31        | Joe Louis Arena                   | 12.989    |
| ArenaBowl VIII        | 2. Sep. 1994  | Arizona Rattlers     | 36       | Orlando Predators     | 31        | Orlando Arena                     | 14.368    |
| ArenaBowl IX          | 1. Sep. 1995  | Tampa Bay Storm      | 48       | Orlando Predators     | 35        | ThunderDome                       | 25.087    |
| ArenaBowl X           | 26. Aug. 1996 | Tampa Bay Storm      | 42       | Iowa Barnstormers     | 38        | Iowa Veterans Memorial Auditorium | 11.411    |
| ArenaBowl XI          | 25. Aug. 1997 | Arizona Rattlers     | 55       | Iowa Barnstormers     | 33        | America West Arena                | 17.436    |
| ArenaBowl XII         | 23. Aug. 1998 | Orlando Predators    | 62       | Tampa Bay Storm       | 31        | Ice Palace                        | 17.222    |
| ArenaBowl XIII        | 21. Aug. 1999 | Albany Firebirds     | 59       | Orlando Predators     | 48        | Pepsi Arena                       | 13.652    |
| ArenaBowl XIV         | 20. Aug. 2000 | Orlando Predators    | 41       | Nashville Kats        | 38        | TD Waterhouse Centre              | 15.989    |
| ArenaBowl XV          | 19. Aug. 2001 | Grand Rapids Rampage | 64       | Nashville Kats        | 42        | Van Andel Arena                   | 11.217    |
| ArenaBowl XVI         | 18. Aug. 2002 | San Jose SaberCats   | 52       | Arizona Rattlers      | 14        | HP Pavilion at San Jose           | 16.942    |
| ArenaBowl XVII        | 22. Juni 2003 | Tampa Bay Storm      | 43       | Arizona Rattlers      | 29        | St. Pete Times Forum              | 20.469    |
| ArenaBowl XVIII       | 27. Juni 2004 | San Jose SaberCats   | 69       | Arizona Rattlers      | 62        | America West Arena                | 17.391    |
| ArenaBowl XIX         | 12. Juni 2005 | Colorado Crush       | 51       | Georgia Force         | 48        | Thomas & Mack Center              | 10.822    |
| ArenaBowl XX          | 11. Juni 2006 | Chicago Rush         | 69       | Orlando Predators     | 61        | Thomas & Mack Center              | 13.476    |
| ArenaBowl XXI         | 29. Aug. 2007 | San Jose SaberCats   | 55       | Columbus Destroyers   | 33        | New Orleans Arena                 | 17.056    |
| ArenaBowl XXII        | 27. Juli 2008 | Philadelphia Soul    | 59       | San Jose SaberCats    | 56        | New Orleans Arena                 | 17.244    |
| AFL Saison ausgesetzt | 2009          |                      |          |                       |           |                                   |           |
| ArenaBowl XXIII       | 20. Aug. 2010 | Spokane Shock        | 69       | Tampa Bay Storm       | 57        | Spokane Veterans Memorial Arena   | 11.017    |
| ArenaBowl XXIV        | 12. Aug. 2011 | Jacksonville Sharks  | 73       | Arizona Rattlers      | 70        | US Airways Center                 | 14.320    |
| ArenaBowl XXV         | 10. Aug. 2012 | Arizona Rattlers     | 72       | Philadelphia Soul     | 54        | New Orleans Arena                 | 13.648    |
| ArenaBowl XXVI        | 17. Aug. 2013 | Arizona Rattlers     | 48       | Philadelphia Soul     | 39        | Amway Center                      | 12.039    |
| ArenaBowl XXVII       | 23. Aug. 2014 | Arizona Rattlers     | 72       | Cleveland Gladiators  | 32        | Quicken Loans Arena               | 18.410    |
| ArenaBowl XXVIII      | 29. Aug. 2015 | San Jose SaberCats   | 68       | Jacksonville Sharks   | 47        | Stockton Arena                    | 09.115    |
| ArenaBowl XXIX        | 26. Aug. 2016 | Philadelphia Soul    | 56       | Arizona Rattlers      | 42        | Gila River Arena                  | 13.390    |
| ArenaBowl XXX         | 26. Aug. 2017 | Philadelphia Soul    | 44       | Tampa Bay Storm       | 40        | Wells Fargo Center                | 13.648    |
| ArenaBowl XXXI        | 28. Juli 2018 | Washington Valor     | 69       | Baltimore Brigade     | 55        | Royal Farms Arena                 | 8.183     |
| ArenaBowl XXXII       |               |                      |          |                       |           |                                   |           |

## Übersicht der Titelträger
| Mannschaft           | Anzahl Titel | Jahre                        |
| -------------------- | ------------ | ---------------------------- |
| Arizona Rattlers     | 5            | 1994, 1997, 2012, 2013, 2014 |
| Tampa Bay Storm      | 5            | 1991, 1993, 1995, 1996, 2003 |
| Detroit Drive        | 4            | 1988, 1989, 1990, 1992       |
| San Jose SaberCats   | 4            | 2002, 2004, 2007, 2015       |
| Philadelphia Soul    | 3            | 2008, 2016, 2017             |
| Orlando Predators    | 2            | 1998, 2000                   |
| Albany Firebirds     | 1            | 1999                         |
| Albany Empire        | 1            | 2019                         |
| Chicago Rush         | 1            | 2006                         |
| Colorado Crush       | 1            | 2005                         |
| Denver Dynamite      | 1            | 1987                         |
| Grand Rapids Rampage | 1            | 2001                         |
| Jacksonville Sharks  | 1            | 2011                         |
| Spokane Shock        | 1            | 2010                         |
| Washington Valor     | 1            | 2018                         |